# Буквені позначення звуків
Буквені позначення звуків — умовні позначення буквами звуків у музичній практиці. Цей метод використовувався ще в Давній Греції, проте з часом грецькі літери були замінені латинськими. Остаточно позначення звуків латинськими літерами закріпилося в Європі у X ст., до того ж вживали перші сім букв алфавіту (A-B-C-D-E-F-G) за числом ступенів поширених на той час ладів.
Пізніше до цих літер була додана ще одна, 8-ма літера — H, що позначає ноту сі. Така система запису звуків незабаром була витіснена невменним письмом і хоральною нотацією, але приблизно до XV–XVI століття відродилася в органних і лютневих табулатурах. Введення спеціального позначення H пояснюють тим, що у середньовіччя були поширені два лади — фригійський і еолійський, які відрізняються лише другим ступенем звукоряду. Для цього ступеня використовували позначення двох видів, що відрізнялися написанням літери B — квадратному для вищого звуку (твердого, B-durum) і округлому для низького (м'якого, B-mollis). Неминуче різночитання рукописного почерку і спонукало до введення чергової латинської букви для позначення твердого другого ступеня.
У сучасній практиці використовуються дві системи буквених позначень — класична та американська, які відрізняються позначенням ноти Сі.

## Класична система
Буквені позначення звуків мають таку відповідність зі складовими:
| - До — C (це) - Ре — D (де) - Мі — E (е) - Фа — F (еф) | - Соль — G (ґе) - Ля — A (а) - Сі — H (га) - Сі-бемоль — B (бе) |

Підвищення ступеня на півтон позначається додаванням до буквеного позначення складу is, напр. Фа-дієз — Fis (фіс), а пониження — додаванням складу es, Ре-бемоль — Des (дес), крім Мі-бемоль — Es (ес), Ля-бемоль — As (ас), Сі-бемоль — B (бе).
Подвійне підвищення — додаванням складу isis, подвійне пониження — складу eses, крім Мі-дубль-бемоль — Eses (есес), Ля-дубль-бемоль — Ases (асес), Сі-дубль-бемоль — Bes (бес). 
Часто буквені позначення звуків використовується для позначення тональності, при цьому буква означає тоніку, а лад позначають словами dur (мажор) і moll (мінор) — наприклад, До мажор — С-dur (це дур), Сі мінор — H-moll (га моль).
Залежно від положення у звукоряді ступені позначають додаванням нижніх або верхніх індексів таким чином:
- у субконтроктаві — А2, Н2;
- у контроктаві — С1, D1 і т. д.
- у великій октаві — С, D, E і т. д.
- у малій октаві — c, d, e і т. д.
- у першій октаві — с1, d1, е1 і т. д.
- у другій октаві — с2, d2, е2 і т. д.
- у третій октаві — с3, d3, е3 і т. д.
- у четвертій октаві — с4, d4, е4 і т. д.
- у п'ятій октаві — с5.

## Американська система
На відміну від класичної нотації, американська нотація позначає ноту Сі літерою B, тоді як літеру H не використовує. Підвищення ступеня на півтон позначається додаванням до буквеного позначення знаку # (дієз), напр. Фа-дієз — F#, а пониження — додаванням знаку {\displaystyle \flat } (бемоль), напр. Ре-бемоль — D{\displaystyle \flat }. Відрізняється також і система позначення октав, де кожній октаві надано свій номер, починаючи від 0 (що відповідає субконтроктаві).
Ця система широко використовується у джазовій музиці, а з розвитком інформаційних технологій потрапила і до музичного програмного забезпечення. За цією системою, позначення B{\displaystyle \flat }2, наприклад, означає ноту Сі-бемоль великої октави.